# Клан Оучи
Клан Оучи (јап. 大内氏), јапанска племићка породица из периода Муромачи.

## Период Муромачи
Породица Оучи била је један од највернијих вазала клана Ашикага, и доживела је успон након успостављања шогуната Ашикага (1336). Шогуни из породице Ашикага настојали су да учврсте власт над провинцијама дајући положај војниих гувернера (шуго) својим рођацима и најоданијим вазалима. Тако је породица Оучи добила управу над провинцијама Нагато и Суо, на најзападнијем делу острва Хоншу, са престоницом у Јамагучију.

## Период Сенгоку

### Експанзија на Кјушу
Након слабљења централне власти у Јапану после Онинског рата (1467-1477), у касном петнаестом веку, породица Оучи покушала је да се прошири на северне провинције острва Кјушу, одмах преко пута мореуза Шимоносеки. Њихов напад је изазвао колапс средњовековне структуре моћи на северном Кјушуу, који су од успостављања шогуната Камакура крајем 12. века контролисале две моћне шуго породице, Шони из Чикузена и Отомо из Бунгоа.
Породица Шони уништена је до 1536, када је Оучи Јошитака (1507-51) успео да уништи Шони Сукемота пошто је примамио на своју страну његовог главног вазала и најактивнијег генерала, Рјузоџи Иеканеа (умро 1546). Оучи, међутим, нису дуго уживали у плодовима ове победе. Уместо тога, били су њихови ривали, Отомо, којима је елиминација Шонија донела трајније користи. На дуге стазе, међутим, нестанак Шонија са сцене на којој су вековима играли тако истакнуту улогу био је значајан углавном као фактор који је дозволио њиховим бившим вазалима, клану Рјузоџи, да изграде моћни нови Сенгоку домен. Рјузоџи су од посебног интереса јер су играли погубну улогу у историји ранохришћанске мисије Јапана.
После 1536. Оучи Јошитака је контролисао већину Чикузена и Бузен као и делове Хизена и Чикуга. Међутим, чак и након што је победио Шоније, Јошитака је и даље морао да се суочи са проблемом Отомоа, који никада неће пристати на превласт породице Оучи над северним Кјушуом. Традиционални непријатељи од 1430-их, две велике даимјо куће опрезно су гледале једна другу. Напетост дуж граница поседа Оучи и Отомо домена у Чикузену, Бузену и Чикугу никада није попустила јер су опортунистички ситни барони ових провинција, увек у потрази за бољом приликом, пребацивали своју оданост са једне на другу страну. Било је сталних локалних окршаја.
Године 1533, ова уобичајено пренапрегнута политичка ситуација се погоршала када је Отомо Јошијаки (1502-50) успео да обезбеди именовање свог трогодишњег сина Шибошимаруа (касније познатог као Јошишиге, Сорин и Франциско; 1530-87) за шугоа Бузена од стране Ашикага шогуната. Следеће године, Оучи Јошитака је одговорио на овај очигледан изазов својој доминацији над Бузеном тако што је послао инвазионе снаге у Бунго. Отомо је зауставио ову инвазију, а слаб мир је поново успостављен 1535. уз посредовање шогуна Ашикага Јошихаруа (1511-50, владао 1522-47) под условом да Оучи врате одређене спорне територије у Чикузену Отомо Јошиакију. Али овај споразум није могао да задржи два ривала дуго времена, и до 1543. Јошијаки се жалио да Оучи нису вратили клану Отоми њихова права у лучком граду Хаката. За сада, међутим, примирје је ослободило обе стране да скрену пажњу у потенцијално профитабилнијим правцима.

### Врхунац моћи и пад
До 1551. поседи клана Јошитака заузимали су делове чак 10 провинција, од Бизена на истоку до Хизена на западу, са престоницом у Јамагучију. У јесен 1550. и у пролеће 1551. Оучи Јошитака је два пута примио језуитског мисионара Франсиска Хавијера, који је дошао у Јапан 1549, и дао му дозволу да проповеда хришћанство на његовим поседима (у априлу 1551). Уз то, поклонио је мисионарима један напуштени будистички храм у Јамагучију који је постао прва хришћанска црква у Јапану, и за два месеца покрстило се око 500 јапанских верника, укључујући и знатан број самураја. Међутим, 30. септембра Јошитака је извршио самоубиство, свргнут побуном својих главних вазала коју је предводио Суе Такафуса (1521-55, познат као Суе Харуката од 1552). Хришћански мисионар Космо де Торес, кога је Хсавијер оставио у Јамагучију, избегао је штету. Штавише, режим који су успоставили побуњеници наставио је да се благонаклоно односи према хришћанским мисионарима. Али побуна је уздрмала кнежевину Оучидо темеља, а нови режим је пао за мање од шест година.
Такафуса, који је планирао своју побуну уз помоћ традиционалног непријатеља породице Оучи, Отомо Сорина из Бунгоа, позвао је његовог млађег брата Отомо Харухидеа (умро 1557) да преузме вођство клана Оучи (отуда је Харухиде био познат као Оучи Јошинага од 1553).
Али ово лукавство није могло да прикрије бројне пукотине настале у огромном домену где даимјоов ауторитет никада није био потпуно успостављен. Рубне провинције су се отцепиле. Посед који су сами Суе Харуката и Оучи Јошинага добили узурпацијом није се могао, на дуже стазе, одбранити од одлучних напада њиховог номиналног вазала, агресивног Сенгоку даимјоа Мори Мотонарија (1497-1571) из провинције Аки. Када је Мотонари уништио Јошинагу у пролеће 1557. године, имовина коју је Јошинага дао језуитима је конфискована и предата будистичком свештенику.

### Наследници
После коначног пада клана Оучи (1559), њихове провинције на Хоншуу преузео је клан Мори, а поседе на Кјушуу клан Рјузоџи.